# Mark’Oh
Mark’Oh, właśc. Marko Albrecht (ur. 23 czerwca 1970 w Dorsten) – niemiecki DJ i producent elektronicznej muzyki tanecznej. Jednym z jego najbardziej rozpoznawalnych hitów jest przeróbka znanego szlagieru Michaela Holma Tears Don't Lie. Swoją piosenkę Michael Holm oparł na klasycznej kompozycji „Soleado” autorstwa Cirro Dammico z zespołu Daniel Senta Cruz Ensamble.
Początkowo grał na gitarze w rockowej kapeli Line Up, jednak zarażony rave'owym wirusem stał się didżejem. Grał m.in. w takich klubach jak N.R.G., Groove czy Unit.

## Dyskografia
- Randy (Never Stop That Feeling) (2/1994)
- Love Song (7/1994)
- Tears Don't Lie (1/1995)
- Droste, Hörst Du Mich? (5/1995)
- I Can't Get No (Wahaha) (10/1995)
- Tell Me (3/1996)
- Fade To Grey (8/1996)
- The Right Way (11/1996)
- The Team On Tour (feat. Cecile, 8/1998)
- The Sparrows And The Nightingales (Mark 'Oh versus John Davies, 5/1999)
- Your Love (Mark 'Oh versus John Davies, 9/1999)
- Rebirth (Mark 'Oh versus John Davies, 12/1999)
- Waves (Mark 'Oh & Mesh ,12/2000)
- Never Stop That Feeling 2001 (2001)
- Let This Party Never End (7/2002)
- Because I Love You (Mark 'Oh meets Digital Rockers, 9/2002)
- When The Children Cry (11/2002)
- Stuck On You (7/2003)
- Words (feat. Tjerk, 2/2004)
- Let It Out (Shout Shout Shout) (10/2006)
- Oh Baby (12/2006)
- United (6/2009)
- Scatman (11/2009)